# Ле-Виган (округ)
Ле-Виган (фр. Le Vigan) — округ во Франции, один из округов в регионе Лангедок-Руссильон. Департамент округа — Гар. Супрефектура — Ле-Виган.
Население округа на 2006 год составляло 34 032 человек. Плотность населения составляет 24 чел./км². Площадь округа составляет всего 1398 км².